# Nagroda im. Ericha Salomona
Nagroda im. Ericha Salomona (niem. Dr.-Erich-Salomon-Preis) – wyróżnienie przyznawane fotoreporterom od roku 1971 przez niemiecką organizację Deutsche Gesellschaft für Photographie. Swą nazwę zawdzięcza dr. Erichowi Salomonowi, niemieckiemu fotografowi zamordowanemu w obozie koncentracyjnym Auschwitz. Przez pierwsze 12 lat nagrodę wręczano jedynie mediom drukowanym, produkcjom telewizyjnym oraz organizacjom. Od roku 1983 laureatami nagrody mogą stać się również konkretne osoby.

## Laureaci nagrody
Uhonorowane instytucje (1971-1982)
- 1971: tygodnik Stern, Hamburg
- 1972: miesięcznik kulturalny du, Zurych
- 1973: czasopismo Avenue, Amsterdam
- 1974: EPOCA, Mediolan
- 1975: seria ZDF Personenbeschreibung Georga Stefana Trollera
- 1976: magazyn Die Zeit, Hamburg
- 1977: miesięcznik Bild der Wissenschaft(inne języki), Stuttgart
- 1978: magazyn National Geographic, Waszyngton
- 1979: Der 7. Sinn, telewizja WDR, Kolonia
- 1980: czasopismo GEO, Hamburg
- 1981: zdjęcia Deutsche Presse-Agentur, Hamburg
- 1982: World Press Photo, Amsterdam

Laureaci po roku 1983:
- 1983: Lotte Jacobi oraz Tim N. Gidal
- 1984: magazyn Frankfurter Allgemeine, Frankfurt nad Menem
- 1985: Robert Frank, Nowy Jork
- 1986: Peter Magubane(inne języki), Nowy Jork/Johannesburg
- 1987: Josef Heinrich Darchinger(inne języki), Bonn
- 1988: Sebastião Salgado, Paryż
- 1989: Barbara Klemm(inne języki), Frankfurt nad Menem
- 1990: Cristina García Rodero(inne języki), Madryt
- 1991: Robert Lebeck(inne języki), Hamburg
- 1992/1993: Don McCullin, Batcombe/Somerset
- 1994: Mary Ellen Mark(inne języki), Nowy Jork
- 1995: Gilles Peress(inne języki), Nowy Jork
- 1996: Regina Schmeken(inne języki), Monachium
- 1997: Peter Hunter, Haga
- 1998: René Burri(inne języki), Paryż
- 1999: Éva Besnyő(inne języki), Amsterdam
- 2000: Arno Fischer(inne języki)
- 2001: Herlinde Koelbl(inne języki)
- 2002: Reporterzy bez Granic
- 2003: John G. Morris(inne języki)
- 2004: Will McBride(inne języki)
- 2005: Horst Faas
- 2006: Martin Parr(inne języki)
- 2007: Letizia Battaglia(inne języki)[1]
- 2008: Anders Petersen[2]
- 2009: Sylvia Plachy
- 2010: Michael von Graffenried(inne języki)
- 2011: Heidi i Hans-Jürgen Kochowie
- 2012: Peter Bialobrzeski(inne języki)
- 2013: Paolo Pellegrin(inne języki)
- 2014: Gerd Ludwig(inne języki)
- 2015: Josef Koudelka
- 2016: Rolf Nobel(inne języki)
- 2017: Antanas Sutkus(inne języki)
- 2019: Stephanie Sinclair(inne języki)